# Jallikattu

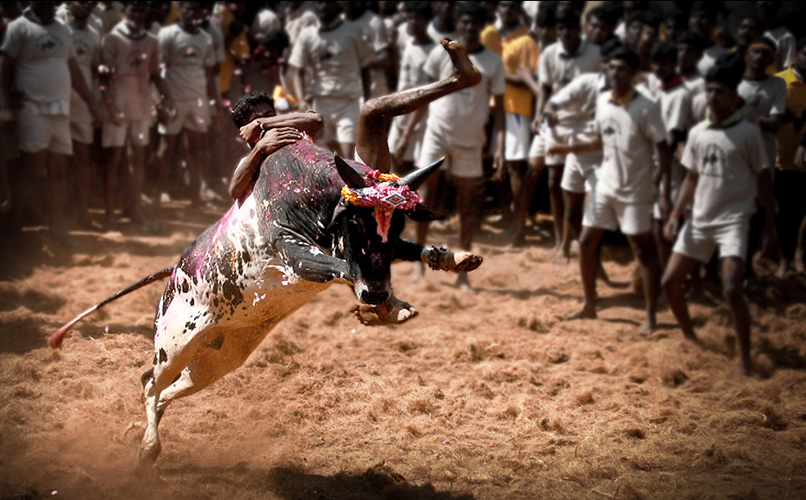
Jeune homme et taureau au Jallikattu d'Alanganallur, dans la région de Madurai

Le jallikattu (en tamoul : ஜல்லிக்கட்டு) est une pratique tauromachique, plus largement sociale voire religieuse, propre à certaines régions du sud-est de l'Inde, dans l'actuel État du Tamil Nadu. Il consiste en un lâcher d'un taureau sur une place où des athlètes tentent de maîtriser, à mains nues, l’animal à l'intérieur d'une limite de distance.
Il est particulièrement célébré lors de la fête du Pongal, où l'on honore le bétail pour son labeur, le soleil (la divinité solaire, ou Surya) et généralement l'agriculture. Ce rituel constitue l'attraction du troisième jour de fête et l'enjeu de paris. Le taureau peut montrer ainsi la sacralité de sa puissance ; il doit être adulte et bien portant. Il s'agit toujours d'un taureau d'élevage spécifique, issu de races réputées, surtout le Pulikulam et plus rarement le Kangeyam. Beaucoup de ses animaux de compétitions appartiennent à des "haras" de temples hindous voire d'églises catholiques, et sont ainsi désignés de kōyil kāḷai (கோயில் காளை) ou « taureau de temple ». La femelle du taureau, est pour les Hindous « Mère Vache, ou Mère Douceur » (Gaya Mâtâ en hindi, puisque ce sont là les deux significations de gaya). Le taureau, qui est la monture du dieu Shiva, s'appelle Nandi, « celui qui porte bonheur » : il n'est évidemment pas question de faire du mal au taureau (et encore moins de porter des armes face à lui), mais de prouver sa dévotion envers Shiva qui peut ainsi purifier les fautes des hommes courageux, car tuer un tel animal (ou n'importe quel animal, même un insecte) constitue toujours un péché, variant en degré, selon les Lois de Manu. 

## Étymologie
Jallikattu est un mot composé issu de ஜல்லி (jalli), « pièce » en français, et de கட்டு (kaṭṭu), « bandage », et signifie littéralement « bandage de pièces ». En effet, les participants au Jallikattu tentent notamment de saisir un butin de pièces attachées aux cornes du taureau.
Er tajuvudhal (ஏறு தழுவுதல்) est un ancien nom trouvé essentiellement dans la littérature tamoule ancienne dite "Sangam", et signifie « embrassade du taureau ». Tandis que Manju virattu (மஞ்சு விரட்டு) est une dénomination contemporaine dans le langage formel, soutenu.

## Variantes

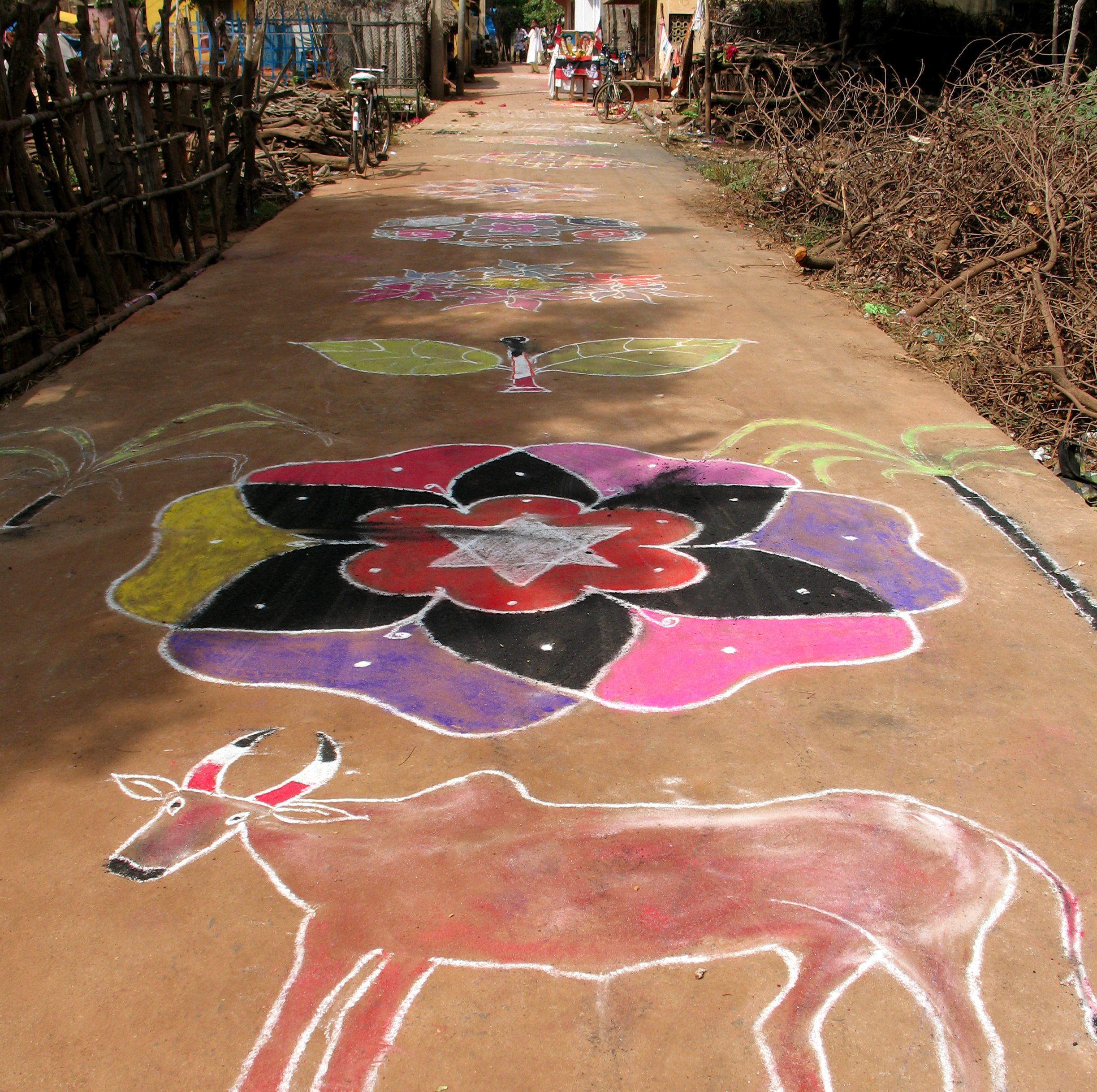
Décoration sur le sol (kolam) pour le Pongal, dans un village près de Pondichéry (Territoire de Pondichéry).

Le jallikattu se décline en plusieurs variétés avec des règles spécifiques :
- Vadi manjuviraṭṭu : C'est la catégorie de jallikattu la plus commune. Un taureau est relâché d'un enclos appelé le vadivasal, et les participants tentent de s'accrocher à la bosse de l'animal, à la force de leurs bras ou de leurs mains. Une personne seulement est autorisée par tentative, elle doit parvenir à se maintenir sur le taureau sur une distance ou une période donnée afin de gagner. C'est un jallikattu plutôt populaire dans les districts de Madurai et de Theni, et dans les marges de ceux de Thanjavur et de Salem.
- Vēli viraṭṭu : Dans cette variante, l'approche avec le taureau se distingue du fait que celui-ci est directement relâché sur le terrain de jeu. Les règles sont les mêmes que celles du Vadi manjuviraṭṭu, les compétiteurs se mesurant dans la maîtrise de l'animal. Le Vēli viraṭṭu est surtout observé dans les districts de Madurai et de Sivaganga.
- Vaṭam manjuviraṭṭu : Dans ce jallikattu, une corde de 15 mètres de long est attachée au taureau, seule entrave physique sur l'animal, qui est libre de mouvement. En l'espace de 30 minutes au maximum, des équipes de compétiteurs s'affrontent pour contrôler le bovidé en tension en saisissant sa corde. C'est à cette occasion qu'une récompense en jalli (« pièce ») est nouée sur les cornes de l'animal, qui peut être saisie par une des équipes, composées de 7 à 9 personnes.

## Histoire
Des artéfacts ou des écrits se référant à la tauromachie peuvent être remarqués à des périodes très anciennes de l'histoire de l'Inde et du Tamil Nadu, notamment durant la civilisation de la vallée de l'Indus. Néanmoins, le jallikattu est une pratique marquée géographiquement et socialement, se rattachant aux anciennes régions du Maduré (autour de Madurai et de Tirunelveli) et du Marava (autour de Ramnad et de Pudukkottai), peuplées en partie par les Mukkulathor (en), un ensemble de communautés dominantes. La tauromachie dans cette partie de l'Inde est donc exclusive aux régions citées, ainsi qu'aux populations qui les habitent, en particulier les Mukkulathor, qui disposent de privilèges voire d'un monopole communautaire lié à cette pratique. Le jallikattu est ainsi concerné par des enjeux de castes, source de conflits entre différents groupes qui cherchent à s'accaparer la pratique, ou au contraire à la « démocratiser ». Ces tensions sont en partie exacerbés par les enjeux politiques et identitaires du jallikattu, le sport ayant été récupéré à partir de la seconde moitié du XXe siècle par le mouvement dravidien, qui célèbre à travers celui-ci une virilité supposée des tamouls et de la race dravidienne. Si les partis dravidiens sont actifs dans la promotion du jallikattu en tant que tradition pan-tamoule à l'échelle de l'État, localement, leur intervention dans les conflits de castes autour de la pratique sont minimes, en raison d'intérêts électoraux.